# Лоррейн Фентон
Лоррейн Фентон, до шлюбу Грем (англ. Lorraine Fenton / Graham; 8 вересня 1973, Манчестер, Ямайка) — ямайська легкоатлетка. Дворазова срібна призерка Олімпійських ігор, чемпіонка та шестиразова призерка чемпіонатів світу з легкої атлетики.
У 2000 та 2001 роках визнавалась спортсменкою року на Ямайці.

## Виступи на Олімпіадах
| Олімпіада   | Дисципліна       | Місце |
| ----------- | ---------------- | ----- |
| Сідней 2000 | біг на 400 м     | 2     |
| Сідней 2000 | естафета 4×400 м | 2     |